# シルビア・ランス・ハーパー
シルビア・ランス・ハーパー（Sylvia Lance Harper, 1895年10月21日 - 1982年10月21日）は、オーストラリア・ニューサウスウェールズ州カンタベリー出身の女子テニス選手。全豪選手権（現在の全豪オープン）で女子部門の黎明期に活躍し、女子シングルス1勝・女子ダブルス3勝・混合ダブルス1勝を挙げた選手である。彼女は第1回大会の1922年から出場し、1931年まで10年間の活動記録を残している。旧姓「シルビア・ランス」といい、1925年に結婚して「ハーパー」の姓を併用した。
現在は「全豪オープン」として知られるテニス大会は、1905年に第1回大会が始まったが、最初期の全豪選手権は男子シングルス・男子ダブルスの2部門のみであった。女子シングルス・女子ダブルス・混合ダブルスの3部門は、それから17年後の1922年に第1回の競技が行われた。シルビア・ランスは1922年の第1回女子競技から参加し始めた選手のひとりである。最初の大会では、女子シングルス準決勝でエスナ・ボイドに敗れた。第2回大会の1923年、ランスは女子ダブルス・混合ダブルスの2部門で優勝し、女子ダブルスはボイド、混合ダブルスはホーレス・ライスとペアを組んで初優勝を決めた。1924年の女子シングルス決勝で、ランスはボイドを 6-3, 3-6, 6-4 で破り、こうして全豪選手権の第3回女子シングルス優勝者になった。1924年と1925年は女子ダブルスでダフネ・アクハーストとペアを組み、ボイドと組んだ1923年から数えて女子ダブルス3連覇を達成した。
1925年に結婚して「シルビア・ランス・ハーパー」の名前になった後は、彼女は女子シングルス・女子ダブルスとも準優勝止まりが続いた。1927年の女子シングルス決勝では、第1回大会から5年連続準優勝の苦杯をなめていたエスナ・ボイドに敗れ、3年後の1930年にはダフネ・アクハーストに敗れている。1931年にコラル・バッツワースとの女子シングルス準決勝を 0-6, 6-4 で途中棄権した試合が、ランス・ハーパーの現役最後の試合となった。

## 全豪選手権の成績
- 女子シングルス：1勝（1924年）　［準優勝2度：1927年・1930年］
- 女子ダブルス：3勝（1923年-1925年）　［準優勝3度：1927年・1929年・1930年］
- 混合ダブルス：1勝（1923年）　［準優勝1度：1925年］